# Genma Taisen
Genma Taisen (幻魔大戦?) è un manga di genere fantascientifico iniziato nel 1967. Si tratta di una collaborazione fra lo scrittore Kazumasa Hirai e l'autore di fumetti Shōtarō Ishinomori pubblicata sulla rivista Weekly Shōnen Magazine andata avanti sino al 1981. Il manga è stato adattato in un film d'animazione nel 1983, conosciuto internazionalmente con il titolo Harmageddon e diretto da Rintarō e nel 2001 in una serie televisiva anime di tredici episodi, oltre che in un videogioco.

## Trama
Mentre è in viaggio verso l'America per una missione di pace, la principessa Luna della Transilvania ha una visione. Una forma di vita di pura energia denominata Genma che distrugge tutto ciò che incontra sul proprio percorso si sta dirigendo verso la Terra. Per salvare il pianeta, la principessa dovrà riunire una serie di elementi dotati di poteri psichici per affrontare Genma, aiutata da un cyborg alieno di nome Vega che in passato ha già affrontato la minaccia rappresentata da Genma.

## Media

### Manga
Il manga di Genma Taisen è stato scritto da Kazumasa Hirai ed illustrato da Shōtarō Ishinomori. La serializzazione del fumetto è iniziata nel 1967 e si è conclusa nel 1981. Il fumetto iniziato sulla rivista Weekly Shōnen Magazine della Kōdansha, per poi passare sulla rivista SF Magazine della Hayakawa ed infine sulla rivista Monthly Comic Ryū della Tokuma Shoten.

### Film d'animazione
Nel 1983, due anni dopo la conclusione del manga, la Kadokawa Shoten e lo studio Madhouse hanno prodotto un film d'animazione ispirato al manga, e conosciuto internazionalmente con il titolo Harmageddon, diretto dal regista Rintarō.

### Videogioco
Nello stesso anno di uscita del film cinematografico, la Data East produsse un videogioco per laserdisc utilizzando alcune sequenze dell'anime, intitolato Bega's Battle.

### Serie televisiva
Una serie televisiva intitolata Genma Taisen: Shinwa Zen'ya no Shō è andata in onda in Giappone per tredici episodi fra il 3 febbraio ed il 11 maggio 2002. La trama della serie si differenzia da quella del manga e del film, ed è ambientata in uno scenario post-apocalittico, in cui la razza umana è stata assoggettata alla malvagia razza dei Mah, guidata dal crudele Genma. La storia ruota intorno a due gemelli, Loof e Jin, il primo facente parte degli umani, mentre il secondo cresciuto come discendente di Genma.

#### Personaggi e doppiatori
- Loof: Kenji Nomura
- Jin: Daisuke Namikawa
- Maoh King: Motomu Kiyokawa
- Meena: Fumiko Orikasa
- Parome: Tomoko Hirasuji

#### Episodi
| Nº | Giapponese 「Kanji」 - Rōmaji                               | In onda         | In onda |
| Nº | Giapponese 「Kanji」 - Rōmaji                               | Giapponese      |         |
| 1  | 「幻魔の仔」 - Genma no ko                                  | 2 febbraio 2002 |         |
| 2  | 「ルーフとジン」 - Rūfu to jin                              |                 |         |
| 3  | 「旅路の果て」 - Tabiji no hate                             |                 |         |
| 4  | 「こんぴゅーたあ88」 - Konpyūtaa 88                         |                 |         |
| 5  | 「邪マニ忍ブモノ」 - Yokoshima ni shinobu mono              |                 |         |
| 6  | 「ミーナの夢」 - Mīna no yume                               |                 |         |
| 7  | 「ヌーよ!」 - Nū yo!                                        |                 |         |
| 8  | 「再会」 - Saikai                                           |                 |         |
| 9  | 「父・マ王!」 - Chichi Maō!                                 |                 |         |
| 10 | 「髑髏都市（スカルシティ）」 - Dokuro toshi (sukaru shitei) |                 |         |
| 11 | 「真・幻魔王」 - Shin Genmaō                                |                 |         |
| 12 | 「空から…」 - Sora kara...                                  |                 |         |
| 13 | 「母」 - Haha                                               | 11 maggio 2002  |         |

#### Colonna sonora
Sigla di apertura
- Setsunai Uta (せつないうた?) cantata da JILS

Sigla di apertura
- Tsuki no Shizuku (月のシズク?) cantata da Asami Katsura